# Cucullaeidae
Cucullaeidae zijn een familie van tweekleppigen uit de orde Arcida.

## Geslachten
- Cucullaea Lamarck, 1801